# Helius (Helius) regius
Helius (Helius) regius is een tweevleugelige uit de familie steltmuggen (Limoniidae). De soort komt voor in het Neotropisch gebied.